# Monument aux morts de Carmaux
Le monument aux morts de Carmaux est un monument aux morts pacifiste situé à Carmaux, dans le Tarn, en région Occitanie.

## Situation et accès
Le monument est situé à Carmaux, dans le nord du département du Tarn. Il se trouve au milieu du parc Jean-Jaurès (anciennement appelé parc de la Sérinié).

## Historique

### Construction
La construction du monument aux morts de Carmaux débute en 1921 sous le maire Jean-Baptiste Calvignac pour se terminer en 1933 sous Louis Fieu. Sculpté par Gaston Toussaint, il est élevé grâce à une souscription publique en hommage aux morts français de la Première Guerre mondiale.  

### Vandalisme
En novembre 2010, le monument est dégradé, les vasques l'encadrant brisées, les porte-drapeaux tordus et les fleurs déposées à l'occasion de la commémoration du 11 novembre piétinées. L'auteur de cet acte n'a pas été identifié.  

### Patrimonialité
Le monument aux morts de Carmaux est inscrit au titre de monument historique par arrêté le 18 octobre 2018. Son inscription se fait dans le cadre du centenaire de la Première Guerre mondiale, durant lequel le ministère de la Culture a choisi de protéger les plus spectaculaires des monuments aux morts.

## Structure
Le monument se compose d'un piédestal cubique surmonté d'une colonne de granit de 25 mètres auquel s'ajoute une statue de femme symbolisant la paix. L'ensemble est rehaussé de différents végétaux forgés (branches d'oliviers, fleurs de lotus, guirlandes de lauriers, etc.).